# Decio Azzolino (1549-1587)
Pour les articles homonymes, voir Decio Azzolino et Azzolino.
Decio Azzolino ou parfois Decio Azzolini (né à Fermo dans les Marches, en Italie, alors dans les États pontificaux, le 1er juillet 1549 et mort à Rome le 9 octobre 1587), est un cardinal italien du XVIe siècle. Il est le grand-oncle du cardinal Decio Azzolino, élevé au cardinalat en 1654, amant intime de la reine Christine de Suède jusqu'à sa mort (1689).

## Biographie
Decio Azzolino est secrétaire privé du cardinal Felice Peretti, le futur pape Sixte V. En 1585 il est nommé chanoine de la basilique Saint-Pierre et évêque de Cervia.
Le pape Sixte V le crée cardinal lors du consistoire du 18 décembre 1585. Le cardinal Azzolini est archiprêtre de la basilique Sainte-Marie-Majeure.